# المسيجد (وشحة)

تعديل مصدري - تعديل

المسيجد هي إحدى قرى عزلة ضاعن بمديرية وشحة التابعة لمحافظة حجة، بلغ تعداد سكانها 717 نسمة حسب تعداد اليمن لعام 2004.